# Compsobuthus maindroni
Espèce
Synonymes
- Buthus maindroni Kraepelin, 1900

Compsobuthus maindroni est une espèce de scorpions de la famille des Buthidae.

## Distribution
Cette espèce se rencontre en Oman et aux Émirats arabes unis.

## Systématique et taxinomie
Cette espèce a été décrite sous le protonyme Buthus maindroni par Kraepelin en 1900. Elle est placée dans le genre Compsobuthus par Vachon en 1949.

## Étymologie
Cette espèce est nommée en l'honneur de Maurice Maindron.

## Publication originale
- Kraepelin, 1900 : Über einige neue Gliederspinnen. Abhandlungen aus dem Gebiete der Naturwissenschaften Herausgegeben vom naturwissenschaftlichen Verein in Hamburg, vol. 16, no 2, p. 1-28.